# Chrysothallaceae
Famille
Les Chrysothallaceae sont une famille d'algues de l'embranchement des Ochrophyta de la classe des Chrysophyceae et de l'ordre des Phaeoplacales.

## Étymologie
Le nom vient du genre type Chrysothallus, dérivé du grec χρυσός / khrusos, « couleur or », et  θαλλός / thállos, « jeune pousse ».

## Description
Phaeoplaca se présentent sous la forme de cellules disposées dans un thalle pseudoparenchymateux en forme de disque monocouche, épiphyte, principalement sur des algues filamenteuses.
Les cellules ont une forme de boîte, contenant un chloroplaste brun bilobé à pyrénoïde, portant parfois des soies mucilagineuses ressemblant à des flagelles (pseudoflagelles).

## Liste des genres
Selon AlgaeBase (30 janvier 2022) :
- Chrysothallus K.I.Mey, 1930  synonyme de Phaeoplaca
- Phaeoplaca Chodat, 1926
- Placochrysis Geitler, 1926